# Circonscription de l'Étolie-Acarnanie
La circonscription de l'Étolie-Acarnanie (en grec Εκλογική περιφέρεια Αιτωλοακαρνανίας) est une circonscription législative de la Grèce. Elle correspond au territoire du nome d'Étolie-Acarnanie. Elle compte 288 508 électeurs inscrits en janvier 2015.

Situation de la circonscription de l'Étolie-Acarnanie

## Élections législatives de mai 2012

### Résultats
La circonscription de l'Étolie-Acarnanie élit huit députés en mai 2012. Les élections ont lieu au scrutin proportionnel plurinominal avec prime majoritaire et un seuil de représentation de 3 % des suffrages exprimés au niveau national.
149 977 électeurs se sont exprimés sur 244 346 inscrits, soit un taux de participation de 61,38 %. Parmi les vingt-quatre listes candidates, sept listes obtiennent au moins un siège dans la circonscription.
| Rang | Liste                              | Nombre de voix | Pourcentage des voix | Nombre de sièges |
| ---- | ---------------------------------- | -------------- | -------------------- | ---------------- |
| 1    | Nouvelle Démocratie                | +35 369,       | 24,11 %              | 2                |
| 2    | Mouvement socialiste panhellénique | +24 865,       | 16,95 %              | 1                |
| 3    | SYRIZA                             | +22 512,       | 15,34 %              | 1                |
| 4    | Parti communiste de Grèce          | +12 507,       | 8,52 %               | 1                |
| 5    | Aube dorée                         | +11 615,       | 7,92 %               | 1                |
| 6    | Grecs indépendants                 | +11 037,       | 7,52 %               | 1                |
| 7    | Gauche démocrate                   | +07 991,       | 5,45 %               | 1                |

### Députés

#### Nouvelle Démocratie
La liste de la Nouvelle Démocratie est en tête et obtient deux sièges.
| Rang | Nom                     | Nombre de voix |
| ---- | ----------------------- | -------------- |
| 1    | Mários Salmás           | +17 411,       |
| 2    | Konstantínos Karagoúnis | +14 858,       |

#### Mouvement socialiste panhellénique
La liste du Mouvement socialiste panhellénique est deuxième et obtient un siège.
| Rang | Nom             | Nombre de voix |
| ---- | --------------- | -------------- |
| 1    | Thanos Moraïtis | +09 792,       |

#### SYRIZA
La liste de la SYRIZA est troisième et obtient un siège.
| Rang | Nom                | Nombre de voix |
| ---- | ------------------ | -------------- |
| 1    | Geórgios Vareménos | +10 242,       |

#### Parti communiste de Grèce
La liste du Parti communiste de Grèce est quatrième et obtient un siège.
| Rang | Nom               | Nombre de voix |
| ---- | ----------------- | -------------- |
| 1    | Nikólaos Moraïtis | +04 255,       |

#### Aube dorée
La liste d'Aube dorée est cinquième et obtient un siège.
| Rang | Nom                       | Nombre de voix |
| ---- | ------------------------- | -------------- |
| 1    | Konstandínos Barbaroússis | +06 034,       |

#### Grecs indépendants
La liste des Grecs indépendants est sixième et obtient un siège.
| Rang | Nom                | Nombre de voix |
| ---- | ------------------ | -------------- |
| 1    | Dimítrios Stamátis | +04 709,       |

#### DIMAR
La liste de la DIMAR est septième et obtient un siège.
| Rang | Nom            | Nombre de voix |
| ---- | -------------- | -------------- |
| 1    | Fótis Kouvélis | +07 991,       |
| 2    | Niki Founda    | +01 235,       |

Le président du parti Fótis Kouvélis choisit de siéger pour la deuxième circonscription d'Athènes ; Niki Founda devient députée pour la circonscription de l'Étolie-Acarnanie.

## Élections législatives de juin 2012

### Résultats
La circonscription élit huit députés en juin 2012. Les sièges sont répartis à l'issue d'un scrutin proportionnel plurinominal avec prime majoritaire entre les listes ayant obtenu au moins 3 % des suffrages exprimés au niveau national.
141 851 électeurs se sont exprimés sur 244 970 inscrits, soit un taux de participation de 57,91 %. Parmi les dix-huit listes candidates, six listes obtiennent au moins un siège dans la circonscription.
| Rang | Liste                              | Nombre de voix | Pourcentage des voix | Nombre de sièges |
| ---- | ---------------------------------- | -------------- | -------------------- | ---------------- |
| 1    | Nouvelle Démocratie                | +45 851,       | 32,65 %              | 2                |
| 2    | SYRIZA                             | +35 481,       | 25,26 %              | 2                |
| 3    | Mouvement socialiste panhellénique | +20 931,       | 14,90 %              | 1                |
| 4    | Aube dorée                         | +10 666,       | 7,59 %               | 1                |
| 5    | Grecs indépendants                 | +07 450,       | 5,30 %               | 0                |
| 6    | Gauche démocrate                   | +06 942,       | 4,94 %               | 1                |
| 7    | Parti communiste de Grèce          | +06 904,       | 4,92 %               | 1                |

### Députés

#### Nouvelle Démocratie
La liste de la Nouvelle Démocratie est en tête et obtient deux sièges.
| Rang | Nom                     |
| ---- | ----------------------- |
| 1    | Mários Salmás           |
| 2    | Konstantínos Karagoúnis |

#### SYRIZA
La liste de la SYRIZA est deuxième et obtient deux sièges.
| Rang | Nom                 |
| ---- | ------------------- |
| 1    | María Triandafýllou |
| 2    | Geórgios Vareménos  |

#### Mouvement socialiste panhellénique
La liste du Mouvement socialiste panhellénique est troisième et obtient un siège.
| Rang | Nom             |
| ---- | --------------- |
| 1    | Thanos Moraïtis |

#### Aube dorée
La liste d'Aube dorée est quatrième et obtient un siège.
| Rang | Nom                       |
| ---- | ------------------------- |
| 1    | Konstandínos Barbaroússis |

#### DIMAR
La liste de la DIMAR est sixième et obtient un siège.
| Rang | Nom            |
| ---- | -------------- |
| 1    | Fótis Kouvélis |
| 2    | Niki Founda    |

Le président du parti Fótis Kouvélis choisit de siéger pour la deuxième circonscription d'Athènes ; Niki Founda devient députée pour la circonscription de l'Étolie-Acarnanie.

#### Parti communiste de Grèce
La liste du Parti communiste de Grèce est septième et obtient un siège.
| Rang | Nom               |
| ---- | ----------------- |
| 1    | Nikólaos Moraïtis |

## Élections législatives de janvier 2015

### Résultats
La circonscription de l'Étolie-Acarnanie élit sept députés en 2015. Les sièges sont répartis à l'issue d'un scrutin proportionnel plurinominal avec prime majoritaire entre les listes ayant obtenu au moins 3 % des suffrages exprimés au niveau national.
145 605 électeurs se sont exprimés sur 288 508 inscrits, soit un taux de participation de 50,47 %. Parmi les seize listes candidates, cinq listes obtiennent au moins un siège dans la circonscription.
| Rang | Liste                                | Nombre de voix | Pourcentage des voix | Nombre de sièges |
| ---- | ------------------------------------ | -------------- | -------------------- | ---------------- |
| 1    | SYRIZA                               | +51 838,       | 36,52 %              | 2                |
| 2    | Nouvelle Démocratie                  | +41 458,       | 29,21 %              | 2                |
| 3    | Aube dorée                           | +09 113,       | 6,42 %               | 1                |
| 4    | Mouvement socialiste panhellénique   | +08 588,       | 6,05 %               | 1                |
| 5    | Parti communiste de Grèce            | +08 028,       | 5,66 %               | 1                |
| 6    | Mouvement des socialistes démocrates | +06 829,       | 4,81 %               | 0                |
| 7    | La Rivière                           | +05 869,       | 4,13 %               | 0                |
| 8    | Grecs indépendants                   | +04 699,       | 3,31 %               | 0                |

### Députés
La répartition des sièges au sein de chaque liste élue dépend du nombre de voix obtenues individuellement par chaque candidat, suivant le système du vote préférentiel. Dans la circonscription de l'Étolie-Acarnanie, les listes peuvent comporter jusqu'à neuf candidats. Les électeurs peuvent exprimer un vote préférentiel pour un maximum de deux candidats sur la liste pour laquelle ils votent.

#### SYRIZA
La liste de la SYRIZA est en tête et obtient deux sièges.
| Rang | Nom                 | Nombre de voix |
| ---- | ------------------- | -------------- |
| 1    | Georgios Varemenos  | +19 966,       |
| 2    | Maria Triandafyllou | +09 877,       |

#### Nouvelle Démocratie
La liste de la Nouvelle Démocratie est deuxième et obtient deux sièges.
| Rang | Nom                     | Nombre de voix |
| ---- | ----------------------- | -------------- |
| 1    | Marios Salmas           | +21 819,       |
| 2    | Konstantinos Karagounis | +21 388,       |

#### Aube dorée
La liste d'Aube dorée est troisième et obtient un siège.
| Rang | Nom                       | Nombre de voix |
| ---- | ------------------------- | -------------- |
| 1    | Konstandínos Barbaroússis | +05 584,       |

#### Mouvement socialiste panhellénique
La liste du Mouvement socialiste panhellénique est quatrième et obtient un siège.
| Rang | Nom                       | Nombre de voix |
| ---- | ------------------------- | -------------- |
| 1    | Dimitrios Konstantopoulos | +02 187,       |

#### Parti communiste de Grèce
La liste du Parti communiste de Grèce est cinquième et obtient un siège.
| Rang | Nom               | Nombre de voix |
| ---- | ----------------- | -------------- |
| 1    | Nikolaos Moraïtis | +03 138,       |